# La Presa (eiland)
La Presa (volledig: Isola La Presa) is een rotseiland in de La Maddalena-archipel voor de kust van het Italiaanse eiland Sardinië.
Het eiland bestaande uit roze graniet en schist en ligt ten noorden van Santa Maria. La Presa is door een uiterst smalle zeestraat, de Passo dello Strangolato, van dit eiland gescheiden. Ten westen van La Presa ligt het kleine eiland Capicciolu, dat eveneens door een nauw zeekanaal van La Presa gescheiden is. La Presa is achthonderd meter lang en meet in breedte vijfhonderd meter. Het eiland heeft twee baaien, Cala Presa in het oosten en Cala Ghiarinaio in het westen.
Het IOTA-nummer van La Presa is, zoals voor de meeste andere eilanden in de archipel, EU-041. De Italian Islands Award-referentie (I.I.A., gegeven aan natuurlijke eilanden) was SS-007. Inmiddels heeft het in de Mediterranean Islands Award de code MIS-025.